# Doleschallia hexophthalmos
Doleschallia hexophthalmos is een vlinder uit de familie Nymphalidae. De wetenschappelijke naam van de soort is voor het eerst geldig gepubliceerd in 1790 door Johann Friedrich Gmelin.